# Damaris Aguirre
Damaris Gabriela Aguirre Aldaz (ur. 25 lipca 1977 w Chihuahua) – meksykańska sztangistka, brązowa medalistka igrzysk olimpijskich.

## Kariera
W 2008 roku wywalczyła brązowy medal w wadze ciężkiej podczas igrzysk olimpijskich w Pekinie. W zawodach tych wyprzedziły ją jedynie Ałła Ważenina z Kazachstanu i Hiszpanka Lidia Valentín. Pierwotnie Aguirre zajęła szóste miejsce, jednak wkrótce za doping zdyskwalifikowane zostały Chinka Cao Lei (1. miejsce), Rosjanka Nadieżda Jewstiuchina (3. miejsce) oraz Iryna Kulesza z Białorusi (4. miejsce), a brązowy medal przyznano Meksykance. Na rozgrywanych rok wcześniej igrzyskach panamerykańskich w Rio de Janeiro wywalczyła srebrny medal w tej samej kategorii wagowej. Brała też udział w igrzyskach olimpijskich w Atenach w 2004 roku, zajmując w wadze ciężkiej dwunaste miejsce.